# Quentin Chaney
Quentin Chaney (nascut el 25 de novembre de 1985 a Tulsa, Oklahoma) és un jugador de futbol americà que va jugar en l'equip de la Universitat d'Oklahoma.
Va jugar entre el 2005 i el 2008 ocupant la posició de receptor i portant els números 19 (el primer any) i 84.